# Roków
Roków – wieś w Polsce położona w województwie małopolskim, w powiecie wadowickim, w gminie Wadowice. W latach 1975–1998 miejscowość administracyjnie należała do województwa bielskiego.
Znajduje się w zachodniej części Pogórza Wielickiego na prawym brzegu Skawy, w rejonie ujścia do niej Kleczanki.

## Części wsi
| SIMC    | Nazwa   | Rodzaj    |
| ------- | ------- | --------- |
| 0074760 | Górnica | część wsi |
| 0074777 | Łęg     | część wsi |
| 0074783 | Piece   | część wsi |

## Historia
Według dokumentów datowanych na 1238 i 1243 wieś nadana przez komesa Janko Gryfitę klasztorowi benedyktynek w Staniątkach. Wzmiankowana też w 1254 roku w akcie nadania Rokowa przez Bolesława Wstydliwego norbertankom z Krakowa. W 1632 roku właścicielem został Jan Strzała.

## Zabytki
Zespół pałacowo-parkowy z XVIII/XIX w. z zabudową dworską.